# أبسالوم غريلي
أبسالوم غريلي هو سياسي كندي، ولد في أبريل 1823 في كندا، وتوفي في 1888. نشط حزبياً في الحزب الليبرالي في أونتاريو ‏. وقد انتخب عضو برلمان مقاطعة أونتاريو ‏.